# Aconaemys porteri
Aconaemys porteri е вид бозайник от семейство Лъжливи плъхове (Octodontidae).

## Разпространение
Видът е разпространен в Аржентина и Чили.